# Lincoln (Missouri)
Lincoln és una població dels Estats Units a l'estat de Missouri. Segons el cens del 2000 tenia 1.026 habitants.

## Demografia
Segons el cens del 2000, Lincoln tenia 1.026 habitants, 418 habitatges, i 275 famílies. La densitat de població era de 417 habitants per km².
Dels 418 habitatges en un 33% hi vivien nens de menys de 18 anys, en un 51,7% hi vivien parelles casades, en un 10,3% dones solteres, i en un 34,2% no eren unitats familiars. En el 30,9% dels habitatges hi vivien persones soles el 20,6% de les quals corresponia a persones de 65 anys o més que vivien soles. El nombre mitjà de persones vivint en cada habitatge era de 2,34 i el nombre mitjà de persones que vivien en cada família era de 2,95.
Per edats la població es repartia de la següent manera: un 26,8% tenia menys de 18 anys, un 6,5% entre 18 i 24, un 23% entre 25 i 44, un 18,7% de 45 a 60 i un 25% 65 anys o més.
L'edat mediana era de 40 anys. Per cada 100 dones de 18 o més anys hi havia 75,9 homes.
La renda mediana per habitatge era de 25.595 $ i la renda mediana per família de 35.217 $. Els homes tenien una renda mediana de 26.667 $ mentre que les dones 17.500 $. La renda per capita de la població era de 13.803 $. Entorn del 6,1% de les famílies i el 10,2% de la població estaven per davall del llindar de pobresa.

## Poblacions més properes
El següent diagrama mostra les poblacions més properes.